# Ciekoniek
Ciekoniek (niem. Kleine Flinsbergzwiesel) – potok górski, prawy dopływ Ciekonia. 
Potok płynie w Górach Izerskich. Jego źródła znajdują się na południowych zboczach Izerskich Garbów, poniżej Rozdroża pod Izerskimi Garbami. Płynie na południe. Uchodzi do Ciekonia, tuż przed jego ujściem do Kamiennej. Płynie po granicie i jego zwietrzelinie. Cały obszar zlewni Ciekonka porośnięty jest górnoreglowymi lasami świerkowymi, częściowo zniszczonymi i odnowionymi poprzez nowe zalesienia.